# شهرستان کلیر (فلوریدا)
شهرستان کلیر، فلوریدا (به انگلیسی: Collier County, Florida) یک سکونتگاه مسکونی در ایالات متحده آمریکا است که در فلوریدا واقع شده‌است.

## خصوصیات
شهرستان کلیر ۵٬۹۶۹٫۹۶ کیلومترمربع مساحت دارد.